# Trasferimento tecnologico
Il trasferimento tecnologico è il processo attraverso il quale conoscenze, tecnologie, metodi di produzione, prototipi e servizi sviluppati da governi, università, aziende, enti di ricerca pubblici e privati possono essere resi accessibili a un'ampia gamma di utenti che possono poi ulteriormente sviluppare e sfruttare la tecnologia per creare nuovi prodotti, processi, applicazioni, materiali o servizi.

## Il processo di trasferimento
Concettualmente il trasferimento tecnologico viene utilizzato da sempre (per esempio Archimede era noto per la capacità di applicare la scienza ai problemi pratici), tuttavia il volume attuale della ricerca scientifica sia applicata che di base rende molto difficile essere aggiornati su tutte le opportunità che questa mette a disposizione; ecco perché molte aziende, università e organizzazioni non governative hanno istituito degli uffici per il trasferimento tecnologico dedicati alla individuazione di tecnologie che hanno un potenziale interesse commerciale e delle strategie che ne rendano possibile lo sfruttamento.
Il trasferimento tecnologico può applicarsi a diversi contesti, ad esempio si ha trasferimento tecnologico quando temi di ricerca promettenti iniziati presso le università o altri enti pubblici vengono messi a disposizione del settore privato perché vengano portati ad un livello di maturità adatto per la produzione, oppure quando un processo simile avviene all'interno del mercato se una tecnologia sviluppata all'interno di un settore di attività viene adattata ed applicata in un settore del tutto differente.

## I facilitatori
Il trasferimento tecnologico è spesso facilitato da soggetti (es.broker tecnologico), per lo più aziende, che ricoprono un ruolo di intermediario fra la domanda e l'offerta di innovazione, immaginando il modo di applicare concetti o processi scientifici a nuove situazioni o circostanze.
Gli intermediari di trasferimento tecnologico possono operare per conto di istituti di ricerca, governi e anche grandi multinazionali. A causa della complessità del processo di trasferimento tecnologico, le organizzazioni di trasferimento tecnologico sono spesso multidisciplinari, e vedono al loro interno diversi tipi di professionalità, tra cui economisti, ingegneri, avvocati e scienziati.

## La valorizzazione del processo e la proprietà intellettuale
Nella valorizzazione del trasferimento tecnologico il punto più delicato del processo è rappresentato dalla gestione della proprietà intellettuale.
Per questa ragione le modalità di sfruttamento commerciale di un'attività di trasferimento tecnologico sono molto variabili; per condividere sia i rischi che i benefici del portare una nuova tecnologia sul mercato possono essere stipulati accordi di licenza o essere create joint venture e partenariati che spesso prevedono la cessione di una quota di partecipazione nel business in ragione del successo della nuova applicazione.
L'attenzione crescente verso le possibilità offerte dal trasferimento tecnologico è testimoniata dalla concezione di teorie come l'open innovation, nelle quali viene proposto un vero e proprio paradigma scientifico e gestionale che vive il trasferimento tecnologico come la risposta più efficace al bisogno crescente di innovazione a costi contenuti.